# Tyrannochthonius brevimanus
Espèce
Tyrannochthonius brevimanus est une espèce de pseudoscorpions de la famille des Chthoniidae.

## Distribution
Cette espèce se rencontre au Kenya, en Ouganda et au Congo-Kinshasa.

## Publication originale
- Beier, 1935 : Arachnida I. Pseudoscorpionidea. Mission Scientifique de l'Omo, p. p. 117-129.